# Шаштінський потік
Шаштінський потік (словац. Šaštínsky potok) — річка в Словаччині, ліва притока Мияви, протікає в окрузі Сениця.
Довжина — 12.5 км.
Витікає з Борської низовини біля села Білкове Гуменце на висоті 238 метрів. Протікає територією ландшафтного заповідника Загір'я.
Впадає у Мияву на території міста Шаштін-Страже на висоті 168 метрів.